# Hoorai
hoorai war ein deutscher E-Sport-Clan. Er wurde 2006 in Bremen gegründet und hatte wenige Monate später die ersten bedeutenden Erfolge. Zunächst standen hauptsächlich ausländische Spieler bei hoorai unter Vertrag, doch ab Anfang 2007 konzentrierte sich der Clan auf den deutschen Markt. Anfang 2010 wurde hoorai geschlossen, da die Finanzierung des Clans nicht länger aufrechterhalten werden konnte.
Es gab Sektionen in den Computerspielen Counter-Strike, Counter-Strike: Source, Quake, Warcraft III und FIFA. Er ist in allen drei Disziplinen in der deutschen ESL Pro Series vertreten. hoorai war Mitglied des Deutschen eSport-Bundes.

## Geschichte
hoorai wurde am 1. Juli 2006 gegründet und nahm im Laufe eines Monats Teams in Counter-Strike, Quake, FIFA und Warcraft III auf. Im Oktober 2006 reiste die finnische Counter-Strike-Mannschaft nach Peking (KODE5 Global Finals, 3. Platz), London (WSVG UK, 2. Platz) und schließlich Monza, wo hoorai auf den World Cyber Games den dritten Platz belegte.
Im selben Jahr wurde der deutsche FIFA-Spieler Kai „deto“ Wollin in der neunten Saison der ESL Pro Series zum Most Valuable Player und Rookie of the Season der Teamliga gewählt. Die Solospielerliga beendete er in seiner ersten Saison auf dem dritten Platz hinter den beiden FIFA-Twins. Er wechselte anschließend zu mousesports, kehrte 2008 aber zu hoorai zurück.
Ende 2006 scheiterten die Vertragsverhandlungen mit den Counter-Strike-Spielern, die zu dieser Zeit als eins der fünf besten Teams der Welt galten. Die Trennung veranlasste hoorai dazu, sich von allen ausländischen Spielern zu trennen und seinen Schwerpunkt ab dem Jahr 2007 auf Deutschland zu legen. In der ESL Pro Series stellte hoorai seitdem Teams in Counter-Strike und FIFA, seit Juli 2007 auch in Counter-Strike: Source.
Im Oktober 2007 verpflichtete hoorai zudem ein Warcraft-III-Team, welches an der NGL ONE und an der ESL WC3L Series teilnahm. In dieser stellte hoorai mit einem Durchschnittsalter von 17,4 Jahren den jüngsten Teilnehmer aller Zeiten. Neun Monate später, im Juli 2008, trennte hoorai sich nach dem Abstieg aus der WC3L von der kompletten Mannschaft.
Anfang 2008 verpflichtete hoorai nach zwei zehnten Plätzen in der ESL Pro Series im Jahr 2007 ein neues Counter-Strike-Team rund um Christian „Blizzard“ Chmiel. Der erwartete Erfolg blieb allerdings aus, die Mannschaft wurde in der zwölften EPS-Saison nur Achter. Daraufhin wurde der Kader entlassen und stattdessen die Mannschaft von pod virtual gaming verpflichtet. Diese erreichte zuvor zweimal in Folge die Finals der ESL Pro Series. Unter dem Banner von hoorai wurde in der 13. EPS-Saison nur der neunte Platz belegt. In der Season 14 wurde hoorai Sechster.
In Counter-Strike: Source erreichte der Clan im Jahr 2008 einmal den dritten und einmal den vierten Platz. In Season 14 zog hoorai mit verändertem Kader schließlich ins Finale ein, unterlag dort jedoch mTw. Auch in der Season 15 wurde hoorai Deutscher Vizemeister. In der gleichen Saison wurde der CS:S-Spieler Nico „sYrox“ Strott zum Most Valuable Player der Teamliga gewählt.
In FIFA sicherte man sich 2008 zweimal in Folge den Titel als EPS-Vizemeister. Der FIFA-Spieler Kai „deto“ Wollin wurde in der 13. Saison der ESL Pro Series erneut zum Most Valuable Player der Teamliga gewählt. Eine Saison darauf gelang es hoorai endlich, sich den ersten EPS-Meistertitel zu sichern. Der FIFA-Spieler Jan „zoOky“ Stuber wurde in der 14. Saison der ESL Pro Series zum Most Improved Player der Teamliga gewählt.
Anfang 2010 löste sich der Clan auf, bedingt durch eine Übernahme durch den Clan Competo Sports. Die Finanzierung hoorais konnte über das Jahr 2009 hinaus nicht aufrechterhalten werden.

## Wichtige Spieler

### Counter-Strike
- Tomi „lurppis“ Kovanen (2006)
- Christian „Blizzard“ Chmiel (2008)

### Warcraft III
- Johan „NaNiwa“ Lucchesi (2006–2008)

## Erfolge (Auszug)

### Counter-Strike
- KODE5 Global Finals 2006: 3. Platz
- WSVG UK 2006: 2. Platz
- World Cyber Games 2006: 3. Platz

### Counter-Strike: Source
- zweifacher deutscher Vizemeister der ESL Pro Series (Season 14, 15)
- ESL Pro Series Deutschland XII: 3. Platz

### Warcraft III
- World Series of Video Games 2006: 5. Platz – Franklin „Nilknarf“ Pearsall
- ESL Intel Extreme Masters II: Top 8 – Samuli „elfittaja“ Sihvonen

### FIFA
- deutscher Meister der ESL Pro Series (Season 14)
- zweifacher deutscher Vizemeister der ESL Pro Series (Seasons XII, 13)
- ESL Pro Series Deutschland IX: 3. Platz – Kai „deto“ Wollin

### Quake
- WSVG UK 2006: Top 16 – Igor „Hunter“ Sambolskiy
- i32 LAN: Top 12 – Peter „cYmoZz“ Sellmaier